# Critérium du Dauphiné Libéré 2009
De 61e editie van de etappekoers Critérium du Dauphiné Libéré werd gehouden van 7 tot en met 14 juni 2009 in Frankrijk. Dit jaar reed het peloton in acht etappes over een afstand van 1028,5 km van Nancy naar Grenoble, de stad fungeerde voor de 25ste keer als finishplaats.
De wedstrijd ging van start met een korte individuele tijdrit over 12,1 km in plaats van de gebruikelijke proloog. (Volgens de UCI-reglementen worden enkel korte tijdritten van minder dan 8 km als proloog aangemerkt.) Ook de vierde etappe was een individuele tijdrit, ditmaal over 42,0 km. In deze ronde waren vier bergen van de 'hors categorie' opgenomen. In de vijfde etappe was de finish op de top van de Mont Ventoux, in de zesde etappe werd de Col d'Izoard beklommen en afgedaald en in de zevende etappe waren de Col du Galibier en de Col de la Croix-de-Fer opgenomen om uiteindelijk te finishen op de top van de Saint-François-Longchamp 1650, een berg van de eerste categorie.
De koers werd voor de tweede keer op rij gewonnen door de Spanjaard Alejandro Valverde voor de Australiër Cadel Evans die voor de derde keer op rij op de tweede plaats eindigde. De Spanjaard Alberto Contador van de Astana formatie legde beslag op de derde plaats, in 2008 was dit zijn ploeggenoot Levi Leipheimer. De Nederlander Robert Gesink nam net als in 2008 de vierde plaats in het eindklassement in. De eerste Belg in het eindklassement was Jurgen Van den Broeck op de 29e plaats.

## Startlijst
Negentien teams met elk acht renners nemen deel aan deze editie.
| 18 UCI ProTour-ploegen | 18 UCI ProTour-ploegen | 18 UCI ProTour-ploegen | 1 wildcard      |
| ---------------------- | ---------------------- | ---------------------- | --------------- |
| AG2R-La Mondiale       | Française des Jeux     | Rabobank               | BMC Racing Team |
| Astana                 | Fuji-Servetto          | Silence-Lotto          |                 |
| Bouygues Télécom       | Garmin-Slipstream      | Team Columbia-HTC      |                 |
| Caisse d'Epargne       | Lampre                 | Team Katjoesja         |                 |
| Cofidis                | Liquigas               | Team Milram            |                 |
| Euskaltel-Euskadi      | Quick Step             | Team Saxo Bank         |                 |

Caisse d'Epargne
- 1.  Alejandro Valverde
- 2.  Imanol Erviti
- 3.  Arnaud Coyot
- 4.  José Iván Gutiérrez
- 5.  Luis Pasamontes
- 6.  Óscar Pereiro
- 7.  Rigoberto Urán
- 8.  Xabier Zandio

Silence-Lotto
- 11.  Cadel Evans
- 12.  Mario Aerts
- 13.  Sebastian Lang
- 14.  Matthew Lloyd
- 15.  Staf Scheirlinckx
- 16.  Roy Sentjens
- 17.  Jurgen Van den Broeck
- 18.  Jelle Vanendert

Astana
- 21.  Alberto Contador
- 22.  Aleksandr Djatsjenko
- 23.  Jesús Hernández
- 24.  Benjamín Noval
- 25.  Sérgio Paulinho
- 26.  Sergej Renev
- 27.  Tomas Vaitkus
- 28.  Haimar Zubeldia

Rabobank
- 31.  Robert Gesink
- 32.  Stef Clement
- 33.  Juan Antonio Flecha
- 34.  Juan Manuel Gárate
- 35.  Koos Moerenhout
- 36.  Grischa Niermann
- 37.  Joost Posthuma
- 38.  Bram Tankink

Euskaltel-Euskadi
- 41.  Iñigo Landaluze
- 42.  Igor Antón
- 43.  Mikel Astarloza
- 44.  Iñaki Isasi
- 45.  Egoi Martínez
- 46.  Mikel Nieve
- 47.  Alan Pérez
- 48.  Gorka Verdugo

AG2R La Mondiale
- 51.  Cyril Dessel
- 52.  José Luis Arrieta
- 53.  Hubert Dupont
- 54.  Vladimir Jefimkin
- 55.  Ludovic Turpin
- 56.  Stéphane Goubert
- 57.  Rinaldo Nocentini
- 58.  Nicolas Roche

Française des Jeux
- 61.  Jérôme Coppel
- 62.  Sébastien Chavanel
- 63.  Rémy Di Grégorio
- 64.  Anthony Geslin
- 65.  Sébastien Joly
- 66.  Matthieu Ladagnous
- 67.  Christophe Le Mével
- 68.  Benoît Vaugrenard

Cofidis
- 71.  Rémi Pauriol
- 72.  Stéphane Augé
- 73.  Julien El Fares
- 74.  Bingen Fernández
- 75.  Christophe Kern
- 76.  Sébastien Minard
- 77.  Amaël Moinard
- 78.  David Moncoutié

Quick Step
- 81.  Tom Boonen
- 82.  Jérôme Pineau
- 83.  Kevin De Weert
- 84.  Stijn Devolder
- 85.  Sébastien Rosseler
- 86.  Jurgen Van De Walle
- 87.  Marco Velo
- 88.  Maarten Wynants

Garmin-Slipstream
- 91.  David Millar
- 92.  Steven Cozza
- 93.  Timothy Duggan
- 94.  Trent Lowe
- 95.  Daniel Martin
- 96.  Christian Meier
- 97.  Thomas Peterson
- 98.  Svein Tuft

Bbox Bouygues Telecom
- 101.  Pierrick Fédrigo
- 102.  Yukiya Arashiro
- 103.  William Bonnet
- 104.  Cyril Gautier
- 105.  Laurent Lefèvre
- 106.  Pierre Rolland
- 107.  Alexandre Pichot
- 108.  Joeri Trofimov

Team Milram
- 111.  Servais Knaven
- 112.  Christian Knees
- 113.  Christian Kux
- 114.  Dominik Roels
- 115.  Niki Terpstra
- 116.  Peter Velits
- 117.  Paul Voss
- 118.  Fabian Wegmann

Lampre-NGC
- 121.  Simon Špilak
- 122.  Marco Bandiera
- 123.  Angelo Furlan
- 124.  Marco Marzano
- 125.  Mirco Lorenzetto
- 126.  Mauro Santambrogio
- 127.  Daniele Righi
- 128.  Volodymyr Zagorodni

Columbia-Highroad
- 131.  Bert Grabsch
- 132.  Michael Barry
- 133.  Adam Hansen
- 134.  Craig Lewis
- 135.  Morris Possoni
- 136.  František Raboň
- 137.  Marcel Sieberg
- 138. —

Team Katjoesja
- 141.  Aleksandr Botsjarov
- 142.  László Bodrogi
- 143.  Ivan Rovny
- 144.  Jevgeni Petrov
- 145.  Aleksandr Serov
- 146.  Gert Steegmans
- 147.  Nikolaj Troesov
- 148.  Stijn Vandenbergh

Saxo Bank
- 151.  Lars Bak
- 152.  Lasse Bøchman
- 153.  Jakob Fuglsang
- 154.  Frank Høj
- 155.  Aleksandr Kolobnev
- 156.  Karsten Kroon
- 157.  Nicki Sørensen
- 158.  Jurgen Van Goolen

Liquigas
- 161.  Ivan Basso
- 162.  Maciej Bodnar
- 163.  Murilo Fischer
- 164.  Enrico Franzoi
- 165.  Aljaksandr Koetsjynski
- 166.  Vincenzo Nibali
- 167.  Sylwester Szmyd
- 168.  Frederik Willems

Fuji-Servetto
- 171.  Héctor González
- 172.  David de la Fuente
- 173.  Fabrice Piemontesi
- 174.  Beñat Intxausti
- 175.  Alberto Fernández
- 176.  Josep Jufré
- 177.  Javier Mejías
- 178.  Cameron Wurf

BMC Racing Team
- 181.  Markus Zberg
- 182.  Brent Bookwalter
- 183.  Mathias Frank
- 184.  Thomas Frei
- 185.  Jeff Louder
- 186.  Ian McKissick
- 187.  Alexandre Moos
- 188.  Florian Stalder

## Etappe-overzicht
| etappe | datum   | start             | finish             | afstand  | winnaar          | klassementsleider  |
| ------ | ------- | ----------------- | ------------------ | -------- | ---------------- | ------------------ |
| 1e     | 7 juni  | Nancy (ITT)       | Nancy              | 12,1 km  | Cadel Evans      | Cadel Evans        |
| 2e     | 8 juni  | Nancy             | Dijon              | 229,0 km | Angelo Furlan    | Cadel Evans        |
| 3e     | 9 juni  | Tournus           | Saint-Étienne      | 182,0 km | Niki Terpstra    | Niki Terpstra      |
| 4e     | 10 juni | Bourg-lès-Valence | Valence (ITT)      | 42,4 km  | Bert Grabsch     | Cadel Evans        |
| 5e     | 11 juni | Valence           | Mont Ventoux       | 154,0 km | Sylwester Szmyd  | Alejandro Valverde |
| 6e     | 12 juni | Gap               | Briançon           | 106,0 km | Pierrick Fédrigo | Alejandro Valverde |
| 7e     | 13 juni | Briançon          | François-Longchamp | 157,0 km | David Moncoutié  | Alejandro Valverde |
| 8e     | 14 juni | Faverges          | Grenoble           | 146,0 km | Stef Clement     | Alejandro Valverde |

## Etappe-uitslagen
| #  | Renner              | Team                  | Tijd   |
| -- | ------------------- | --------------------- | ------ |
| 1  | Cadel Evans         | Silence - Lotto       | 15'36" |
| 2  | Alberto Contador    | Astana                | + 08"  |
| 3  | Alejandro Valverde  | Caisse d'Epargne      | + 23"  |
| 4  | Sébastien Rosseler  | Quick·Step            | + 33"  |
| 5  | Vincenzo Nibali     | Liquigas              | + 34"  |
| 6  | František Raboň     | Team Columbia         | + 34"  |
| 7  | Christian Knees     | Team Milram           | + 34"  |
| 8  | Benoît Vaugrenard   | La Française des Jeux | + 36"  |
| 9  | José Iván Gutiérrez | Caisse d'Epargne      | + 36"  |
| 10 | David Millar        | Garmin-Chipotle       | + 37"  |

| #  | Renner          | Team             | Tijd      |
| -- | --------------- | ---------------- | --------- |
| 1  | Angelo Furlan   | Lampre           | 5u 35'04" |
| 2  | Markus Zberg    | BMC Racing Team  | z.t.      |
| 3  | Tom Boonen      | Quick·Step       | z.t.      |
| 4  | Marco Bandiera  | Lampre           | z.t.      |
| 5  | Marcel Sieberg  | Team Columbia    | z.t.      |
| 6  | Nicolas Roche   | AG2R-La Mondiale | z.t.      |
| 7  | Gert Steegmans  | Team Katjoesja   | z.t.      |
| 8  | Arnaud Coyot    | Caisse d'Epargne | z.t.      |
| 9  | David Millar    | Garmin-Chipotle  | z.t.      |
| 10 | Christian Knees | Team Milram      | z.t.      |

| #  | Renner          | Team                  | Tijd       |
| -- | --------------- | --------------------- | ---------- |
| 1  | Niki Terpstra   | Team Milram           | 4u 32' 34" |
| 2  | Ludovic Turpin  | Ag2r Prévoyance       | z.t.       |
| 3  | Joeri Trofimov  | BBOX Bouygues Télécom | z.t.       |
| 4  | Iñigo Landaluze | Euskaltel-Euskadi     | z.t.       |
| 5  | Rémi Pauriol    | Cofidis               | z.t.       |
| 6  | Nikolaj Troesov | Team Katjoesja        | + 1' 32"   |
| 7  | Murilo Fischer  | Liquigas              | z.t.       |
| 8  | Marco Bandiera  | Lampre                | z.t.       |
| 9  | Markus Zberg    | BMC Racing Team       | z.t.       |
| 10 | Christian Knees | Team Milram           | z.t.       |

| #  | Renner             | Team              | Tijd     |
| -- | ------------------ | ----------------- | -------- |
| 1  | Bert Grabsch       | Team Columbia     | 51'26"   |
| 2  | Cadel Evans        | Silence - Lotto   | + 07"    |
| 3  | David Millar       | Garmin-Chipotle   | + 39"    |
| 4  | František Raboň    | Team Columbia     | + 40"    |
| 5  | Alberto Contador   | Astana            | + 44"    |
| 6  | Stef Clement       | Rabobank          | + 1' 01" |
| 7  | Koos Moerenhout    | Rabobank          | + 1' 19" |
| 8  | Sébastien Rosseler | Quick·Step        | + 1' 20" |
| 9  | Mikel Astarloza    | Euskaltel-Euskadi | + 1' 23" |
| 10 | Rinaldo Nocentini  | Ag2r Prévoyance   | + 1' 24" |

| #  | Renner             | Team             | Tijd       |
| -- | ------------------ | ---------------- | ---------- |
| 1  | Sylwester Szmyd    | Liquigas         | 4u 05' 04" |
| 2  | Alejandro Valverde | Caisse d'Epargne | z.t.       |
| 3  | Haimar Zubeldia    | Astana           | + 1' 14"   |
| 4  | Robert Gesink      | Rabobank         | + 1' 50"   |
| 5  | Jakob Fuglsang     | Saxo Bank        | + 1' 59"   |
| 6  | Cadel Evans        | Silence - Lotto  | + 2' 10"   |
| 7  | David Moncoutié    | Cofidis          | + 2' 13"   |
| 8  | Alberto Contador   | Astana           | z.t.       |
| 9  | Vincenzo Nibali    | Liquigas         | + 2' 16"   |
| 10 | Vladimir Jefimkin  | AG2R-La Mondiale | + 2' 20"   |

| #  | Renner                 | Team                  | Tijd       |
| -- | ---------------------- | --------------------- | ---------- |
| 1  | Pierrick Fédrigo       | BBOX Bouygues Télécom | 2u 48' 16" |
| 2  | Jurgen Van De Walle    | Quick·Step            | + 4"       |
| 3  | Stéphane Goubert       | AG2R-La Mondiale      | + 5"       |
| 4  | Juan Manuel Gárate     | Rabobank              | + 14"      |
| 5  | Lars Bak               | Saxo Bank             | + 25"      |
| 6  | Aljaksandr Koetsjynski | Liquigas              | + 2' 47"   |
| 7  | Mauro Santambrogio     | Lampre                | z.t.       |
| 8  | Bingen Fernández       | Cofidis               | + 2' 50"   |
| 9  | Mikel Astarloza        | Euskaltel-Euskadi     | + 3' 17"   |
| 10 | Alberto Fernández      | Fuji-Servetto         | + 3' 41"   |

| #  | Renner                | Team                  | Tijd       |
| -- | --------------------- | --------------------- | ---------- |
| 1  | David Moncoutié       | Cofidis               | 4u 44' 26" |
| 2  | Robert Gesink         | Rabobank              | + 41"      |
| 3  | Cadel Evans           | Silence - Lotto       | z.t.       |
| 4  | Alejandro Valverde    | Caisse d'Epargne      | z.t.       |
| 5  | Jakob Fuglsang        | Saxo Bank             | + 53"      |
| 6  | Alberto Contador      | Astana                | + 55"      |
| 7  | Christophe Le Mével   | La Française des Jeux | + 1' 28"   |
| 8  | Vincenzo Nibali       | Liquigas              | + 2' 19"   |
| 9  | Jurgen Van den Broeck | Silence - Lotto       | + 2' 25"   |
| 10 | Mikel Astarloza       | Euskaltel-Euskadi     | + 2' 32"   |

| #  | Renner                 | Team                  | Tijd       |
| -- | ---------------------- | --------------------- | ---------- |
| 1  | Stef Clement           | Rabobank              | 3u 30' 18" |
| 2  | Timmy Duggan           | Garmin-Chipotle       | z.t.       |
| 3  | Sébastien Joly         | La Française des Jeux | + 2"       |
| 4  | Adam Hansen            | Team Columbia         | + 1' 31"   |
| 5  | Aljaksandr Koetsjynski | Liquigas              | z.t.       |
| 6  | Igor Antón             | Euskaltel-Euskadi     | + 1' 33"   |
| 7  | David Moncoutié        | Cofidis               | + 1' 56"   |
| 8  | Daniele Righi          | Lampre                | z.t.       |
| 9  | Hubert Dupont          | AG2R-La Mondiale      | + 1' 58"   |
| 10 | Maarten Wynants        | Quick·Step            | + 2' 05"   |

|  |

## Eindklassementen
| Plaats    | Naam                  | Ploeg                 | Tijd      |
| --------- | --------------------- | --------------------- | --------- |
| Gele trui | Alejandro Valverde    | Caisse d'Epargne      | 26u33'15" |
| 2         | Cadel Evans           | Silence-Lotto         | +00' 16"  |
| 3         | Alberto Contador      | Astana                | +01' 18"  |
| 4         | Robert Gesink         | Rabobank              | +02' 41"  |
| 5         | Mikel Astarloza       | Euskaltel-Euskadi     | +03' 40"  |
| 6         | Jakob Fuglsang        | Saxo Bank             | +04' 08"  |
| 7         | Vincenzo Nibali       | Liquigas              | +04' 21"  |
| 8         | Haimar Zubeldia       | Astana                | +05' 05"  |
| 9         | David Millar          | Garmin-Chipotle       | +05' 18"  |
| 10        | Christophe Le Mével   | La Française des Jeux | +06' 19"  |
| 11        | David Moncoutié       | Cofidis               | +06' 58"  |
| 12        | Sylwester Szmyd       | Liquigas              | +06' 59"  |
| 13        | Stef Clement          | Rabobank              | +07' 35"  |
| 14        | Vladimir Jefimkin     | AG2R-La Mondiale      | +08' 12"  |
| 15        | José Luis Arrieta     | AG2R-La Mondiale      | +08' 43"  |
|           |                       |                       |           |
| 29        | Jurgen Van den Broeck | Silence-Lotto         | +19' 33"  |

| Plaats      | Naam               | Ploeg            | Punten |
| ----------- | ------------------ | ---------------- | ------ |
| Groene trui | Cadel Evans        | Silence-Lotto    | 97     |
| 2           | Alberto Contador   | Astana           | 66     |
| 3           | Alejandro Valverde | Caisse d'Epargne | 59     |

| Plaats        | Naam               | Ploeg                 | Punten |
| ------------- | ------------------ | --------------------- | ------ |
| Bolletjestrui | Pierrick Fédrigo   | Bbox-Bouygues Telecom | 111    |
| 2             | David Moncoutié    | Cofidis               | 88     |
| 3             | Juan Manuel Gárate | Rabobank              | 71     |

| Plaats | Ploeg            | Tijd      |
| ------ | ---------------- | --------- |
|        | Astana           | 79u58'20" |
| 2      | Rabobank         | +04' 41"  |
| 3      | AG2R-La Mondiale | +05' 56"  |

1947 · 1948 · 1949 · 1950 · 1951 · 1952 · 1953 · 1954 · 1955 · 1956 · 1957 · 1958 · 1959 · 1960 · 1961 · 1962 · 1963 · 1964 · 1965 · 1966 · 1967 · 1968 · 1969 · 1970 · 1971 · 1972 · 1973 · 1974 · 1975 · 1976 · 1977 · 1978 · 1979 · 1980 · 1981 · 1982 · 1983 · 1984 · 1985 · 1986 · 1987 · 1988 · 1989 · 1990 · 1991 · 1992 · 1993 · 1994 · 1995 · 1996 · 1997 · 1998 · 1999 · 2000 · 2001 · 2002 · 2003 · 2004 · 2005 · 2006 · 2007 · 2008 · 2009 · 2010 · 2011 · 2012 · 2013 · 2014 · 2015 · 2016 · 2017 · 2018 · 2019 · 2020 · 2021 · 2022 · 2023 · 2024  · 2025 · 2026
 Tour Down Under · 
 Ronde van Vlaanderen · 
 Ronde van het Baskenland · 
 Gent-Wevelgem · 
 Amstel Gold Race · 
 Ronde van Romandië · 
 Ronde van Catalonië · 
 Critérium du Dauphiné Libéré · 
 Ronde van Zwitserland · 
 Clásica San Sebastián · 
 Ronde van Polen · 
 Vattenfall Cyclassics · 
  Eneco Tour · 
 GP Ouest France-Plouay